# Udea (vlinder)
Udea is een geslacht van vlinders uit de familie van de grasmotten (Crambidae) met 216 soorten op alle continenten vertegenwoordigd met uitzondering van Antarctica. Dit geslacht bevat veertig soorten die endemisch zijn op Hawaï.

## Soorten
- U. absolutalis (Dyar, 1913)
- U. abstrusa Munroe, 1966
- U. accolalis (Zeller, 1867)
- U. aenigmatica (Heinrich, 1931)
- U. affinialis (Zerny, 1914)
- U. afghanalis (Amsel, 1970)
- U. aksualis (Caradja, 1928)
- U. alaskalis (Gibson, 1920)
- U. albipunctalis Dognin, 1905
- U. albostriata Zhang & Li, 2016
- U. alpinalis (Denis & Schiffermüller, 1775)
- U. altaica (Zerny, 1914)
- U. amitina (Butler, 1883)
- U. angustalis (Dognin, 1905)
- U. annectans Munroe, 1974
- U. ardekanalis Amsel, 1961
- U. argoscelis (Meyrick, 1888)
- U. asychanalis (Druce, 1899)
- U. aurora (Butler, 1881)
- U. austriacalis (Herrich-Schäffer, 1851)
- U. autoclesalis (Walker, 1859)
- U. azorensis Meyer, Nuss & Speidel, 1997
- U. berberalis (Barnes & McDunnough, 1918)
- U. beringialis Munroe, 1966
- U. binoculalis (Hampson, 1904)
- U. bipunctalis (Herrich-Schäffer, 1848)
- U. bourgognealis P. Leraut, 1996
- U. brevipalpis Munroe, 1966
- U. brontias (Meyrick, 1899)
- U. bryochloris (Meyrick, 1899)
- U. cacuminicola Munroe, 1966
- U. caliginosalis (Ragonot, 1894)
- U. calliastra (Meyrick, 1899)
- U. caminopis (Meyrick, 1899)
- U. capsifera (Meyrick, 1933)
- U. carniolica Huemer & Tarmann, 1989
- U. cataphaea (Meyrick, 1899)
- U. chalcophanes (Meyrick, 1899)
- U. chloropis (Meyrick, 1899)
- U. chytropa (Meyrick, 1899)
- U. cinerea (Butler, 1883)
- U. confinalis (Lederer, 1858)
- U. conisalias (Meyrick, 1899)
- U. constricta (Butler, 1882)
- U. conubialis Yamanaka, 1972
- U. coranialis Munroe, 1967
- U. costalis (Eversmann, 1852)
- U. costiplaga (Dognin, 1913)
- U. crambialis (Druce, 1899)
- U. cretacea (Filipjev, 1925)
- U. curvata Zhang & Li, 2016
- U. cyanalis (La Harpe, 1855)
- U. decoripennis Munroe, 1967
- U. decrepitalis (Herrich-Schäffer, 1848)
- U. defectalis (Sauber, 1899)
- U. delineatalis (Walker, 1875)
- U. derasa Munroe, 1966
- U. despecta (Butler, 1877)
- U. detersalis (Walker, 1866)
- U. diopsalis (Hampson, 1913)
- U. donzelalis (Guenée, 1854)
- U. dracontias (Meyrick, 1899)
- U. dryadopa (Meyrick, 1899)
- U. elutalis (Denis & Schiffermüller, 1775)
- U. endopyra (Meyrick, 1899)
- U. endotrichialis (Hampson, 1918)
- U. ennychioides (Butler, 1881)
- U. ephippias (Meyrick, 1899)
- U. eucrena (Meyrick, 1888)
- U. exalbalis (Caradja, 1916)
- U. exigualis (Wileman, 1911)
- U. ferrealis (Hampson, 1900)
- U. ferrugalis (Hübner, 1796) – Oranje kruidenmot
- U. fimbriatralis (Duponchel, 1833)
- U. flavofimbriata (Moore, 1888)
- U. fulcrialis (Sauber, 1899)
- U. fulvalis (Hübner, 1809) – Zuidelijke kruidenmot
- U. fumipennis (Warren, 1892)
- U. fusculalis (Hampson, 1899)
- U. galapagensis B. Landry, 2016
- U. gigantalis Dognin, 1912
- U. grisealis Inoue, Yamanaka & Sasaki, 2008
- U. hageni Viette, 1952
- U. hamalis (Thunberg, 1792)
- U. helioxantha (Meyrick, 1899)
- U. helviusalis (Walker, 1859)
- U. heterodoxa (Meyrick, 1899)
- U. hyalistis (Lower, 1901)
- U. ialis (Walker, 1859)
- U. ichinosawana (Matsumura, 1925)
- U. illineatalis (Dognin, 1904)
- U. incertalis (Caradja, 1937)
- U. indistincta (Butler, 1883)
- U. indistinctalis Warren, 1892
- U. inferioralis (Walker, 1866)
- U. inhospitalis Warren, 1892
- U. inquinatalis (Lienig & Zeller, 1846)
- U. institalis (Hübner, 1819)
- U. intermedia Inoue, Yamanaka & Sasaki, 2008
- U. itysalis (Walker, 1859)
- U. juldusalis (Zerny, 1914)
- U. karagaialis (Caradja, 1916)
- U. khorassanalis (Amsel, 1950)
- U. kirinyaga Mally, 2022
- U. kusnezovi Sinev, 2008
- U. lagunalis (Schaus, 1913)
- U. lampadias (Meyrick, 1904)
- U. languidalis (Eversmann, 1842)
- U. latipennalis (Caradja, 1928)
- U. lenta (Meyrick, 1936)
- U. lerautalis Tautel, 2014
- U. liopis (Meyrick, 1899)
- U. litorea (Butler, 1883)
- U. livida Munroe, 1966
- U. lugubralis (Leech, 1889)
- U. lutealis (Hübner, 1809) – Witte kruidenmot
- U. maderensis (Bethune-Baker, 1894)
- U. mandronalis (Walker, 1859)
- U. mechedalis (Amsel, 1950)
- U. melanephra (Hampson, 1913)
- U. melanopis (Meyrick, 1899)
- U. melanosticta (Butler, 1883)
- U. meruensis Mally, 2022
- U. metasema (Meyrick, 1899)
- U. micacea (Butler, 1881)
- U. momella Mally, 2022
- U. montanalis (Schaus, 1912)
- U. montensis Mutuura, 1954
- U. monticolens (Butler, 1882)
- U. murinalis (Fischer von Röslerstamm, 1842)
- U. namaquana Karisch & Mally, 2022
- U. nea (Strand, 1918)
- U. nebulalis (Hübner, 1796)
- U. nebulatalis Inoue, Yamanaka & Sasaki, 2008
- U. nicholsae Mally, 2022
- U. nigrescens (Butler, 1881)
- U. nigripunctata Warren, 1892
- U. nigrostigmalis Warren, 1896
- U. nomophilodes (Hampson, 1913)
- U. nordeggensis (McDunnough, 1929)
- U. nordmani (Rebel, 1935)
- U. numeralis (Hübner, 1796) – Tandjeskruidenmot
- U. ochreocapitalis (Ragonot, 1894)
- U. ochropera (Hampson, 1913)
- U. octosignalis (Hulst, 1886)
- U. olivalis (Denis & Schiffermüller, 1775) – Witvlekkruidenmot
- U. ommatias (Meyrick, 1899)
- U. orbicentralis (Christoph, 1881)
- U. pachygramma (Meyrick, 1899)
- U. paghmanalis (Amsel, 1970)
- U. phaealis (Hampson, 1899)
- U. phaethontia (Meyrick, 1899)
- U. phyllostegia (Swezey, 1946)
- U. planalis (South, 1901)
- U. platyleuca (Meyrick, 1899)
- U. plumbalis (Zerny, 1914)
- U. poasalis (Schaus, 1912)
- U. poliostolalis (Hampson, 1918)
- U. praefulvalis (Amsel, 1970)
- U. praepetalis (Lederer, 1869)
- U. profundalis (Packard, 1873)
- U. proximalis Inoue, Yamanaka & Sasaki, 2008
- U. prunalis (Denis & Schiffermüller, 1775) – Grijze kruidenmot
- U. psychropa (Meyrick, 1899)
- U. punctiferalis (South, 1901)
- U. punoalis Munroe, 1967
- U. pyranthes (Meyrick, 1899)
- U. pyraustiformis (Toll, 1948)
- U. radiosalis (Möschler, 1883)
- U. ragonoti (Butler, 1883)
- U. rajabii Alipanah & Slamka, 2023
- U. renalis Moore, 1888
- U. rhododendronalis (Duponchel, 1834)
- U. rubigalis (Guenée, 1854)
- U. ruckdescheli Mally, Segerer & Nuss, 2016
- U. russispersalis (Zerny, 1914)
- U. rusticalis (Barnes & McDunnough, 1914)
- U. sabulosalis Warren, 1892
- U. saxifragae (McDunnough, 1935)
- U. schaeferi (Caradja, 1937)
- U. scoparialis (Hampson, 1899)
- U. scorialis (Zeller, 1847)
- U. secernalis (Möschler, 1890)
- U. secticostalis (Hampson, 1913)
- U. sheppardi (McDunnough, 1929)
- U. sideralis B. Landry, 2016
- U. simplicella (La Harpe, 1861)
- U. sobrinalis (Guenée, 1854)
- U. soratalis Munroe, 1967
- U. stationalis Yamanaka, 1988
- U. stellata (Butler, 1883)
- U. stigmatalis (Wileman, 1911)
- U. subplanalis (Caradja, 1937)
- U. suisharyonensis (Strand, 1918)
- U. suralis (Schaus, 1933)
- U. swezeyi (Zimmerman, 1951)
- U. tachdirtalis (Zerny, 1935)
- U. tenoalis Munroe, 1974
- U. testacea (Butler, 1879)
- U. tetragramma (J. F. G. Clarke, 1965)
- U. thermantis (Meyrick, 1899)
- U. thermantoidis (Swezey, 1913)
- U. thyalis (Walker, 1859)
- U. torvalis (Möschler, 1864)
- U. tritalis (Christoph, 1881)
- U. turmalis (Grote, 1881)
- U. uliginosalis (Stephens, 1834)
- U. umbriferalis (Hampson, 1918)
- U. uralica Slamka, 2013
- U. vacunalis (Grote, 1881)
- U. vastalis (Christoph, 1887)
- U. violae (Swezey, 1933)
- U. viridalis (Dognin, 1904)
- U. washingtonalis (Grote, 1882)
- U. zernyi (Zerny, 1940)